# Gennadi Checuro
Gennadi Checuro (en russe : Геннадій Семенович Чечуро), né le 31 août 1939, à Voronej, dans la République socialiste fédérative soviétique de Russie (Union soviétique) et décédé le 23 juin 2000, à Kiev, en Ukraine, est un ancien joueur russe de basket-ball.

## Palmarès
- Champion du monde 1967